# Novaia Zemlea
Novaia Zemlea (în limba rusă: Но́вая Земля́ , în traducere: „Pământul Nou”; a fost numită în engleză și mai este numită încă în olandeză Nova Zembla) este un arhipelag din Oceanul Arctic, în Regiunea Arhanghelsk (nordul Rusiei și nord-estul extrem al Europei).
Arhipelagul Novaia Zemlea este format din două insule mari, separate de Strâmtoarea Matocikin, și din mai multe insule mai mici. Cele două insule mari sunt: Severnîi (Nordică) și Iujnîi (Sudică). Novaia Zemlea separă Marea Barents de Marea Kara. Suprafața totală a arhipelagului este de aproximativ 90.650 km².

## Geologia arhipelagului

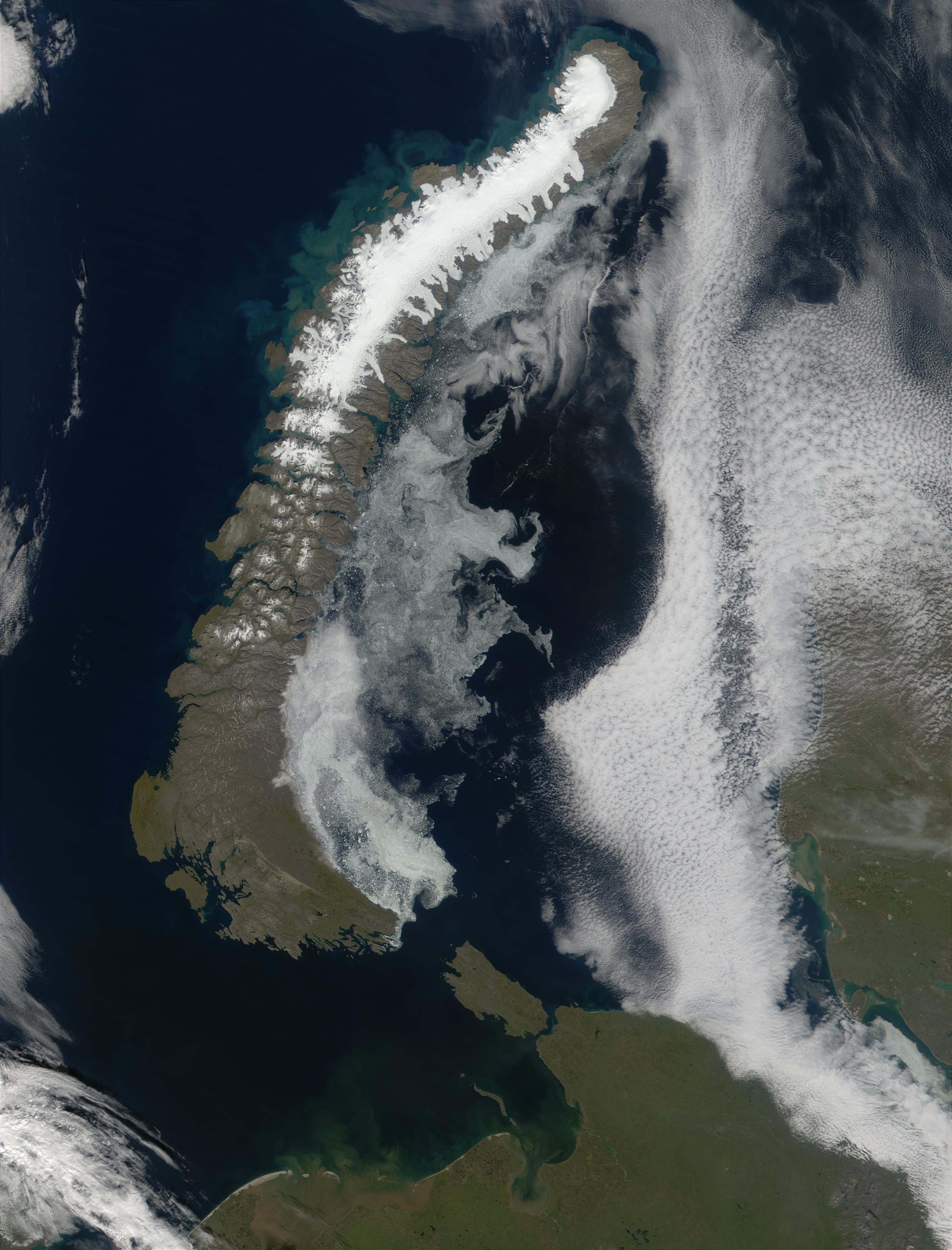
Imagine a arhipelagului Novaia Zemlea luată de un satelit NASA.

Arhipelagul este muntos, Novaia Zemlea fiind din punct de vedere geologic o continuare a Munților Ural. Arhipelagul este separat de continent de Strâmtoarea Kara. Cel mai înalt vârf din Novaia Zemlea măsoară 1.070 m. Pe cea mai nordică insulă există mai mulți ghețari, iar cea din extremitatea sudică are climat de tundră. Printre resursele naturale se numără cuprul, zincul și plumbul. Populația băștinașă este formată din aproximativ 1.000 de neneți, care se ocupă în special cu pescuitul și vânătoarea de foci.

## Istoria arhipelagului
Rușii știau de existența arhipelagului Novaia Zemlea încă din secolul al XI-lea sau al XII-lea, când negustorii din Novgorod au vizitat zona. Occidentalii au descoperit-o și explorat-o în timpul căutărilor pasajului nord-estic⁠(d) din secolul al XVI-lea. Prima vizită a unui occidental a fost cea a lui Hugh Willoughby⁠(d) (1553). Willem Barents⁠(d), în 1596, a înconjurat prin nord arhipelagul și a iernat pe coasta de est a Insulei Severnîi. În timpul călătoriei sale, coasta vestică a fost cartografiată. Alt explorator, care a căutat pasajul nord-estic dar nu a reușit să depășească Novaia Zemlea, a fost Henry Hudson.

### Testele nucleare

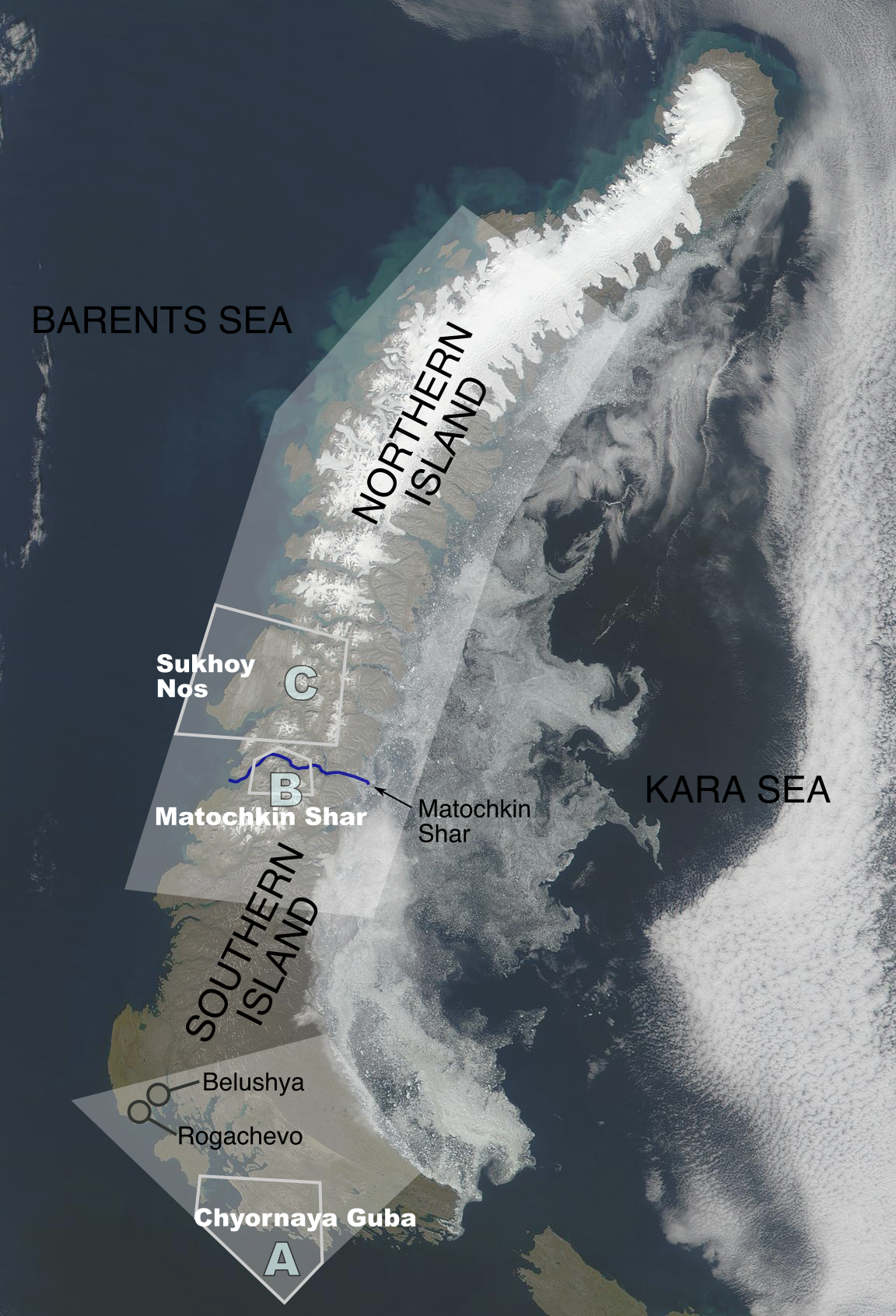
Zona de testare din Novaia Zemlea

La mijlocul deceniului al șaselea al secolului al XX-lea, în arhipelag a fost construită o zonă de testare nucleară, care a existat de-a lungul războiului rece. "Zona A", Ceornaia Guba, a fost folosită în special în perioada 1955–1962. "Zona B", Matocikin Șar, a fost folosită pentru testele subterane în perioada 1964–1990. "Zona C", Suhoi Nos, a fost folosită între 1957–1962, fiind locul în care a fost testată în atmosferă Țar Bomba, cea mai mare bombă nucleară, de aproximativ 50 megatone. În arhipelag au mai fost testate și alte încărcături nucleare, în zone acoperind aproximativ o jumătate din suprafața insulei.
În 1963 au fost puse în practică prevederile "Tratatului de interzicere limitată a experimentelor nucleare", care interziceau testele atomice atmosferice. Cea mai mare experiență nucleară subterană din arhipelag a avut loc în 12 septembrie 1973, fiind folosită un dispozitiv de 4,2 megatone. În ciuda faptului că această explozie a avut o putere cu mult mai mică decât cea a deflagrației Țar Bomba, spațiul închis în care s-a desfășurat testul a dus la presiuni apropiate de cele generate de cutremurele de pământ, adică la o magnitudine de 6,97 pe scara Richter, ceea ce adus la o avalanșă a 80 de milioane de tone, care a blocat doi ghețari și a creat un lac lung de 2 km.
De-a lungul istoriei existenței poligoanelor nucleare din Novaia Zemlea, în zonă au fost efectuate 224 de explozii atomice cu eliberarea a 265 megatone de energie explozivă. Prin comparație, în timpul celui de-al doilea război mondial, au fost eliberate numai 2 megatone de energie explozivă, inclusiv energia primelor două bombe nucleare americane.
În 1989, glasnostul a permis dezvăluirii către publicul larg a testelor nucleare efectuate în Novaia Zemlea și a permis evaluările de mediu. Un an mai târziu, activiștii Greenpeace au desfășurat un protest pe insulă. Ultimul test nuclear sovietic s-a desfășurat în 1990. Datorită condițiilor climaterice speciale, Agenția Federală pentru Energia Atomică a Federației Ruse a efectuat o serie de experimente hidronucleare subcritice lângă Matocikin Șar în fiecare vară (în perioada iulie-august), a fiecărui an începând din anul 2000. Aceste teste au folosit dispozitive cu plutoniu de până la 100 g.